# Maia Mitchell
Maia Mitchell (Lismore, Nova Gales do Sul, 18 de agosto de 1993) é uma atriz e cantora australiana conhecida, especialmente, por dar vida às personagens "Callie", em The Fosters (2013 - 2018), "Brittany", em Mortified, e "Natasha", na séria australiana Trapped. Ela também estrelou, ao lado de Ross Lynch, o filme Teen Beach Movie e sua sequência, Teen Beach 2, como "McKenzie ("Mack")". Ela também deu sua voz à personagem Jasiri do desenho animado A Guarda do Leão. Talentosa atriz, concorreu, por dois anos consecutivos, ao prêmio Teen Choice Awards.

## Biografia
Maia Mitchell nasceu em Lismore, Nova Gales do Sul. Seu pai, Alex, é motorista de táxi, enquanto sua mãe, Jill, trabalha no sistema educativo. Ela tem um irmão mais novo, Charlie. Mitchell toca violão desde pequena e tem demonstrado esse talento nos seus trabalhos no cinema e na televisão. Ela está em um relacionamento com o YouTuber Rudy Mancuso, americano/brasileiro, desde 2015.

## Carreira
Maia Mitchell começou atuando em produções teatrais locais. Ela foi descoberta por agências de talentos e teve sua grande oportunidade aos 12 anos, quando ela foi lançada como Brittany Flune na série de televisão infantil australiana Mortified. Devido ao seu sucesso em Mortified, ela também participou da série de televisão australiana Trapped e, em sua sequencia, Castaway, como Nastasha Hamilton. Ela também participou da série de TV K-9, um spin-off da popular série britânica Doctor Who, que fala sobre o cão robô K-9.
Sua atuação também foi descoberta pelo Disney Channel e seu primeiro papel na televisão nos EUA foi na série de TV Jessie. Ela, então, fez sua estréia no cinema com a personagem principal McKenzie no filme original do Disney Channel, Teen Beach Movie. Atualmente, ela faz parte da série da ABC/Freeform The Fosters, como Callie Adams Foster.

## Filmografia

### Televisão
| Ano       | Título           | Papel               | Notas |
| --------- | ---------------- | ------------------- | --- |
| 2006–2007 | Ninguém Merece!  | Brittany Flune      | Protagonista |
| 2008–2009 | Trapped          | Natasha Hamilton    | Protagonista |
| 2009      | K-9              | Taphony             | "Taphony and the Time Loop" (1ª temporada, episódio 20)                                                                                              |
| 2011      | Castaway         | Natasha Hamilton    | Protagonista |
| 2013      | Jessie           | Shaylee Michaels    | "Jessie's Big Break" (2ª temporada, episódio 10) / "Jessie's Aloha Holidays with Parker and Joey" (3ª temporada, último episódio, especial de natal) |
| 2013–2018 | The Fosters      | Callie Jacob        | Protagonista |
| 2013      | Phineas e Ferb   | ela mesma           | "Phineas and Ferb's Musical Cliptastic Countdown" (4ª temporada, episódio 11)                                                                        |
| 2013      | Teen Beach Movie | McKenzie/Mack       | Protagonista; Filme Disney Channel para a TV |
| 2015      | Teen Beach 2     | McKenzie/Mack       | Protagonista; Filme Disney Channel para a TV |
| 2016-2018 | The Lion Guard   | Jasiri              | Voz; 4 episódios |
| 2019      | Good Trouble     | Callie Adams Foster | Protagonista |
| 2023      | The Arful Dodger | Lady Belle          | Protagonista |

### Cinema
| Ano  | Título            | Papel       | Notas |
| ---- | ----------------- | ----------- | ----- |
| 2013 | After the Dark    | Beatrice    |       |
| 2017 | Hot Summer Nights | Amy Calhoun |       |
| 2018 | Never Goin’ Back  | Angela      |       |
| 2019 | The Last Summer   | Phoebe      |       |